# Mike Howlett
Mike Howlett (ur. 27 kwietnia 1950 w Lautoce) – brytyjski muzyk rockowy oraz producent.
Howlett znany jest jako basista progresywnego zespołu Gong. W 1977 utworzył grupę Strontium 90, która stała się początkiem sukcesu The Police. Jako producent muzyczny wyprodukował wiele albumów oraz singli, głównie z nurtu new wave, takich artystów jak Tears for Fears, Gang of Four czy Berlin.